# Louis de Bourbon-Soissons
Pour les articles homonymes, voir Louis de Bourbon.
Titre
Seigneur de Condé
1er novembre 1612 – 6 juillet 1641
(28 ans, 8 mois et 5 jours)
Louis de Bourbon (1604-1641), comte de Soissons et de Noyers, seigneur de Condé et de Bonnétable, est le fils de Charles de Bourbon-Soissons et Anne de Montafié. Il est petit-cousin de Louis XIII de France et prince du sang.

## Biographie
Né à Paris, il devient gouverneur du Dauphiné à la mort de son père en 1612, puis gouverneur de Champagne en 1631.

### Le siège de Corbie
En 1636, lors du siège de Corbie il organisa une conspiration avec son cousin Gaston d'Orléans (le jeune frère de Louis XIII) et le comte de Montrésor dans le but d'assassiner ou d'enlever Richelieu. Baradas est chargé de l'affaire : il s'agit d'arrêter le carrosse du Cardinal dans un défilé, mais des dissensions chez les comploteurs (Baradas ne voulait apparemment pas que Monsieur se mêle du complot) font que l'affaire s'ébruite. Baradas est alors assigné en Avignon.

### Réfugié à Sedan
Le comte de Soissons se réfugie alors à Sedan chez le duc de Bouillon (prince de la principauté de Sedan), où il renouvelle ses tentatives de complot contre Richelieu, avec le soutien militaire de l'Espagne. Une armée royale française emmenée par le duc de Châtillon est alors envoyée à Sedan, mais déroutée le 6 juillet 1641 vers la bataille de la Marfée proche de Sedan.

### Blessé mortellement à la bataille de La Marfée

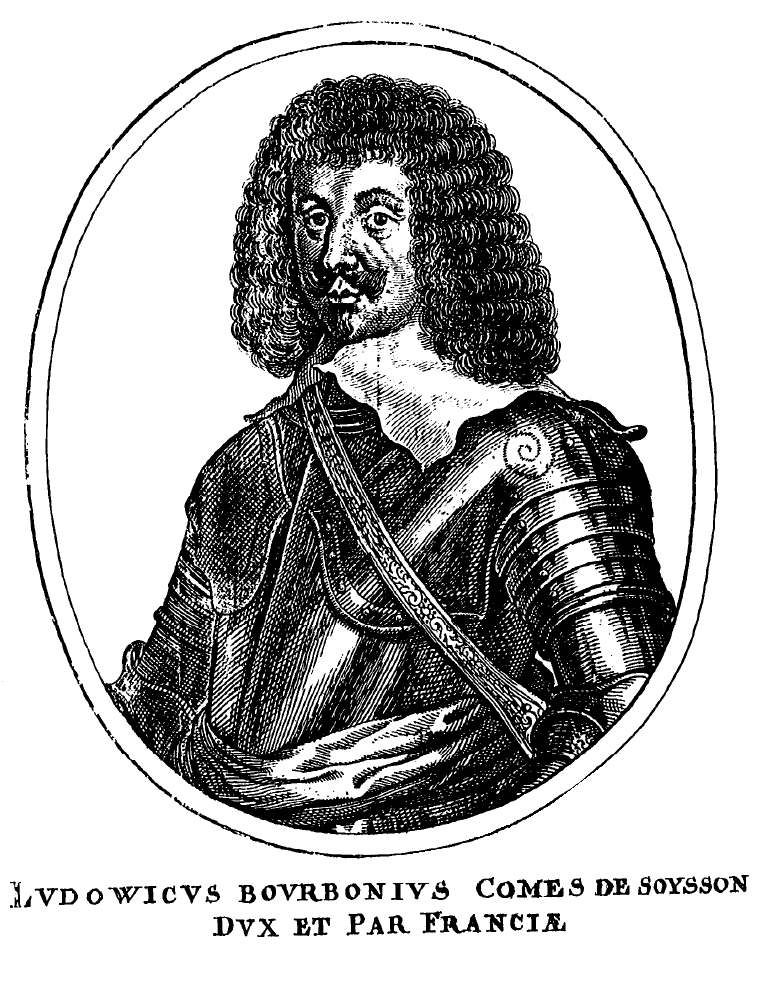
Louis, gravure par Matthäus Merian.

Le comte de Soissons se tue apparemment pendant la bataille, alors que le combat tournait de manière quasi-décisive à son avantage. En effet, il avait la fâcheuse habitude de relever la visière de son casque avec son pistolet ; il fit une dernière fois ce geste machinal : le coup partit, le tuant sur le coup. Il existe cependant d'autres versions selon lesquelles le comte, isolé pendant la bataille, aurait été victime des agents du Cardinal de Richelieu ou des gendarmes du roi.
Les princes ayant perdu leur héraut, ils n'avaient plus l'alternative au pouvoir qu'ils voyaient en lui. Ils durent demander le pardon du roi. Celui-ci fit même le projet d'intenter un procès pour lèse-majesté à la dépouille de Soissons.
Son corps est placé dans l'église de la chartreuse Notre-Dame de Bonne-Espérance, proche de Gaillon.

## Descendance
Sans héritier légitime, avec lui s'éteint la branche des Soissons. Il eut néanmoins un fils naturel avec Elisabeth de Hayes :
- Louis-Henri de Bourbon (1640-1703), prince titulaire de Neuchâtel et de Valangin, comte de Dunois et de Noyers, sire de Bonnétable et Coulommiers (héritier partiel de son père, et de sa cousine Marie de Nemours). Il épouse en 1694 Angélique de Montmorency-Luxembourg (1666-1736) : Postérité d'Albert de Luynes et Chevreuse.

## Ascendance
Son père, Charles de Bourbon-Soissons, était le chef du parti protestant, et cousin de Henri de Navarre qui deviendra Henri IV.